# 3539 Weimar
3539 Weimar је астероид главног астероидног појаса са средњом удаљеношћу од Сунца која износи 2,658 астрономских јединица (АЈ).
Апсолутна магнитуда астероида је 13,0.